# Вествауд
Вествауд (нід. Westwoud) — село в нідерландській провінції Північна Голландія. Входить до муніципалітету Дрехтерланд.
Його площа становить 8,73 км², а населення станом на 2019 рік складало 1785 осіб.
До 1979 року мало статус окремого муніципалітету.

## Галерея

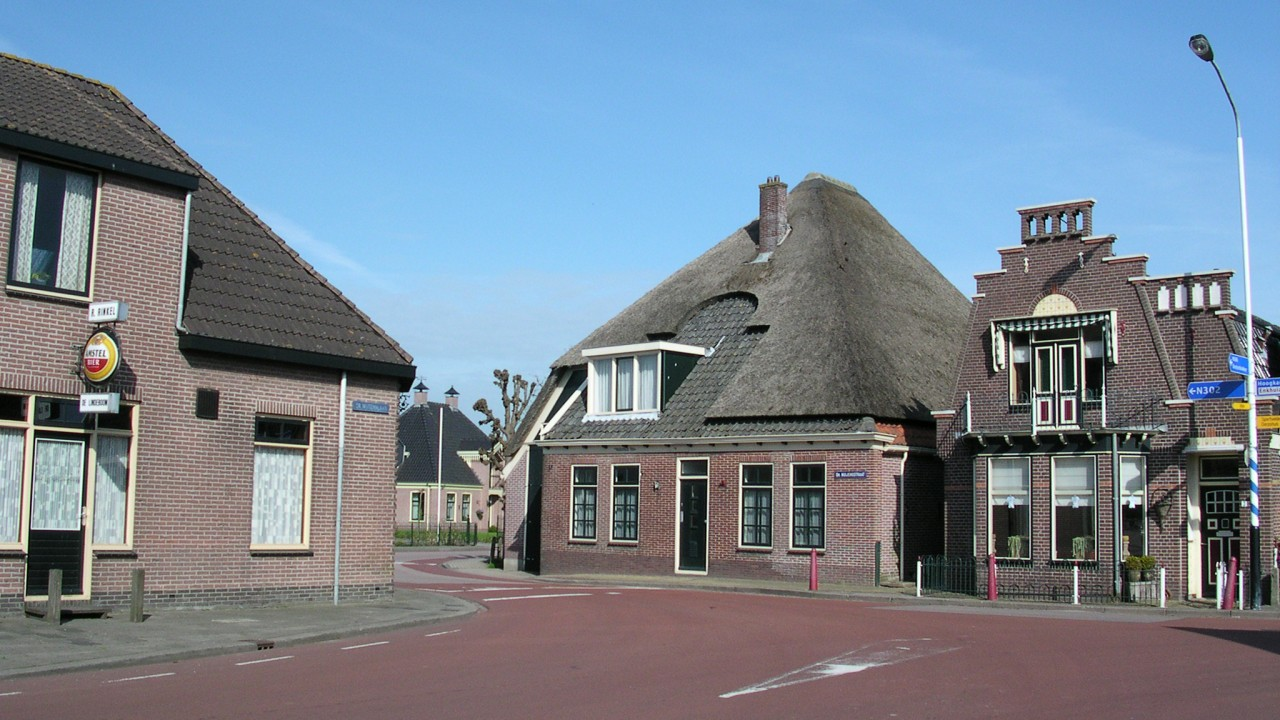
Центр Вествауда
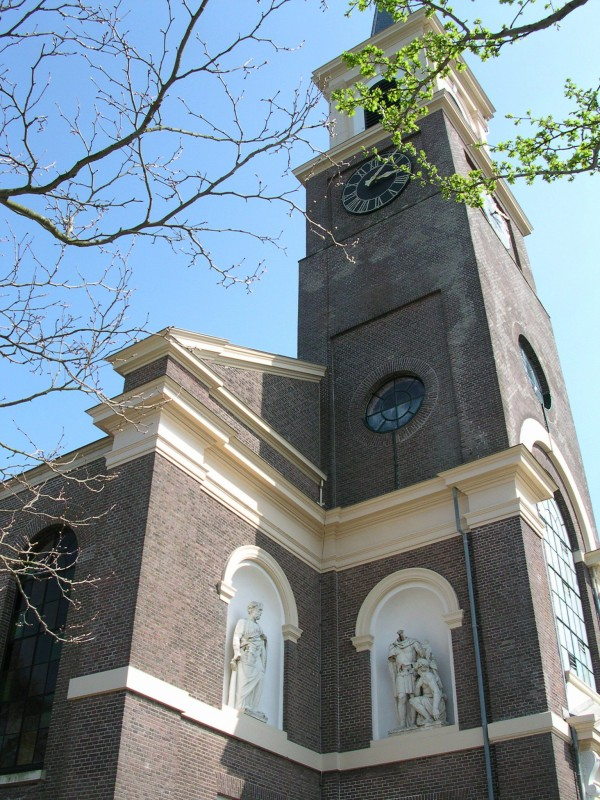
Церква св. Мартіна
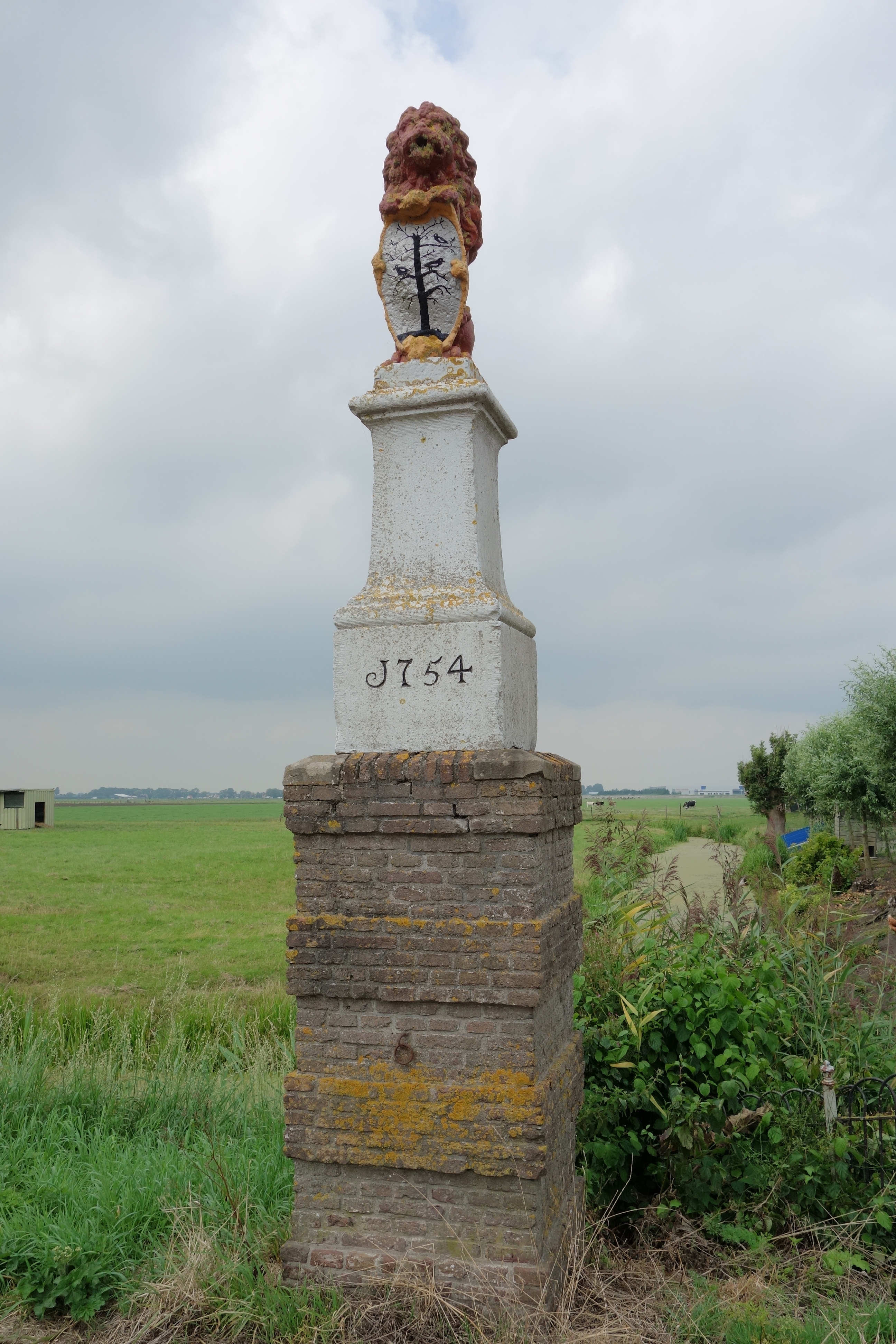
Історичний розмежувальний стовп